# Prunum rostratum
Prunum rostratum is een slakkensoort uit de familie van de Marginellidae. De wetenschappelijke naam van de soort is voor het eerst geldig gepubliceerd in 1870 door Redfield.